# Wal (Wappentier)

Zwei Wale als Schildhalter im Wappen von Zaanstad, Nordholland

Der Wal ist, als eines der größten Meeressäugetiere, ein Wappentier besonderer Art.
Zwei heraldische Formen sind in und auf den Wappen vertreten. Die eine Art ist den Bartenwalen (Blauwal) nachempfunden. Die andere Wappentierart ist der Delfin aus der Ordnung der Zahnwale. Letzterer wird heraldisch zu den Fischen gerechnet. In der Heraldik sind beide Wappentiergruppen gut zu unterscheiden.

## Wal

Wappen von Molde (Norwegen)

Die Blau- und Pottwale können in der Heraldik im Wappen, aber auch als Schildhalter vorkommen. Ihre Darstellung wird mit der Atemluftfontäne besonders eindrucksvoll. Die Schwanzflosse, die auch als Fluke bezeichnet wird, ist besonders betont. Schwarze, blaue oder silberne Tiere überwiegen. Die Flossen werden nicht durch andere Farbgebung (Tingierung) hervorgehoben.

## Delfin

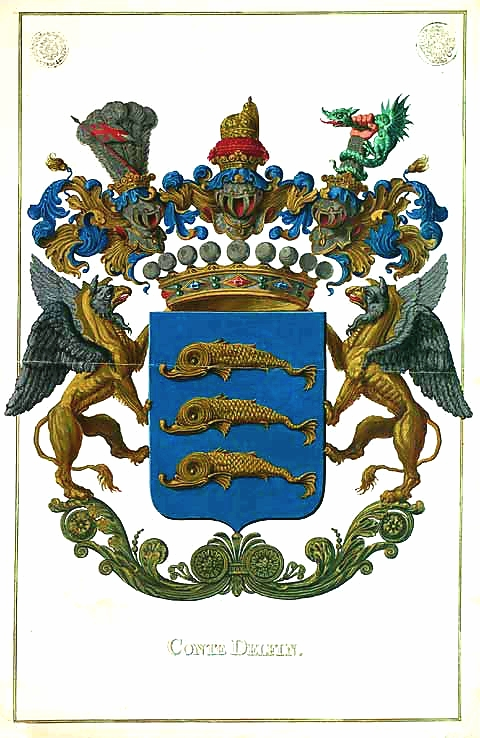
Redendes Wappen derer Grafen Dolfin („Conte Delfin“), altes Patriziergeschlecht von Venedig bzw. lombardo-venetianisches Adelsgeschlecht, das in Diensten des österreichischen Kaiserreiches stand: Drei goldene Delfine auf blauem Grund, Grafik 19. Jahrhundert

Wappen von Anguilla

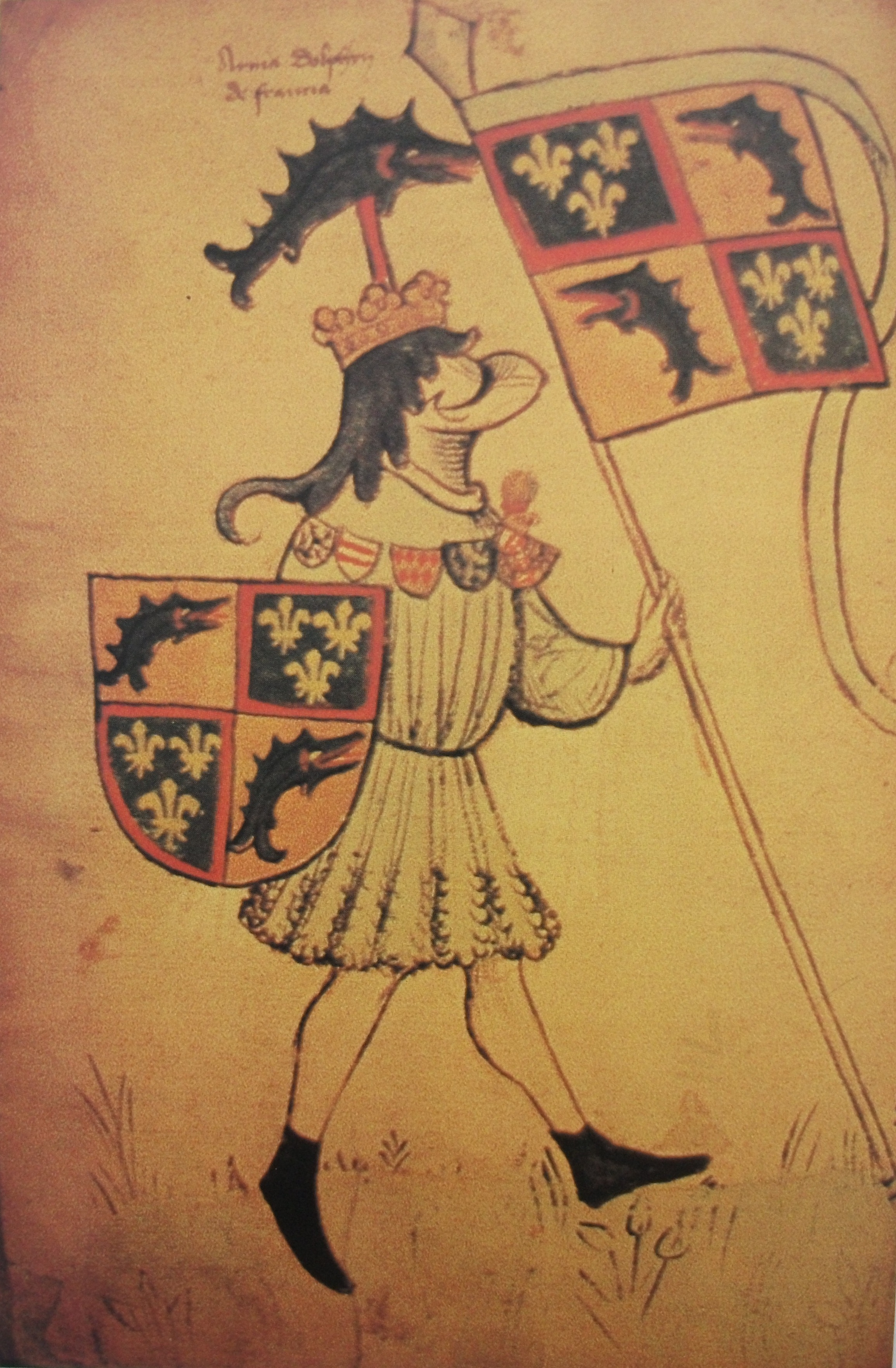
Der Dauphin und spätere französische König Ludwig XI. mit Delfin als Wappentier und Helmzier, um 1450 (Hyghalmen Schriftrolle, Herald's College Manuscript)

Das ist anders bei dem Wappentier Delfin. Hier sind diese Flossen als Bewehrung gern unterschiedlich gefärbt. Der Delfin wird auch bei der Wappenbeschreibung mit Meerschwein bezeichnet. Dünkirchen (Dunkerque) hat einen im Wappen. Ist das Maul des Tieres geschlossen, Augen, Ohren, Bart und Kamm anders gefärbt, so wird das mit belebt blasoniert. Mit geöffnetem Maul in einfarbiger Darstellung bezeichnet man es als abgestanden.
Eine Besonderheit ist das Wappen der Dauphins von Frankreich. Dauphin-Wappen zeigen den Delfin als Wappentier und in der zu diesem Adel gehörenden Rangkrone waren Delfine als Kronenbügel, deren Schwänze in die Lilie in Kronenmitte übergingen. Sie wird als Delfinkrone bezeichnet. Der Delfin ist auch Wappentier der Départements Drôme, Hautes-Alpes, Isère und Loire.

## Bedeutung
In der Heraldik/Ikonographie ist der Wal ein Symbol/Sinnbild für den Teufel und sein offenes Maul gilt als „Tor zur Hölle“.
In einigen Wappen soll er aber auch den Bezug zum früheren Walfang darstellen.
In der Heraldik/Ikonographie ist der Delfin ein Symbol/Sinnbild für:
- Hilfs- und Einsatzbereitschaft z. B. einer Geschlechterfolge. Er kann somit ein Hinweis auf Pflegeberufe sein.
- Rettung, Sicherheit, Geborgenheit z. B. vor einem Übel, das der Familie drohte. Der Delfin gilt als „Retter für Schiffbrüchige“ und steht außerdem in der christlichen Symbolik für Christus, den „Seelenretter“.
- Das Weibliche schlechthin: Das griech. Wort Delphis für Delphin ist verwandt mit Delphys, was „Schoß“, „Mutterleib“ und „Gebärmutter“ bedeutet.
- Freundschaft (die Erzählungen von der Freundschaft eines Knaben mit einem Delfin sind legendär).
- Schnelligkeit (und dazu im Gegensatz: „Delphin mit Anker“ = Langsamkeit)

## Beispiele

Wale
Wappen von Borkum
Bartenwal auf dem Wappen von Groß Pampau (Kreis Herzogtum Lauenburg)
Wappen von List auf Sylt
Bartenwal auf dem Wappen von Biarritz, Frankreich
Wappen von Birštonas, Litauen
Narwal auf dem Wappen von Qaanaaq, Grönland
Wappen von Sandefjord, Norwegen

Delfine
Wappen von Stammham (bei Ingolstadt)
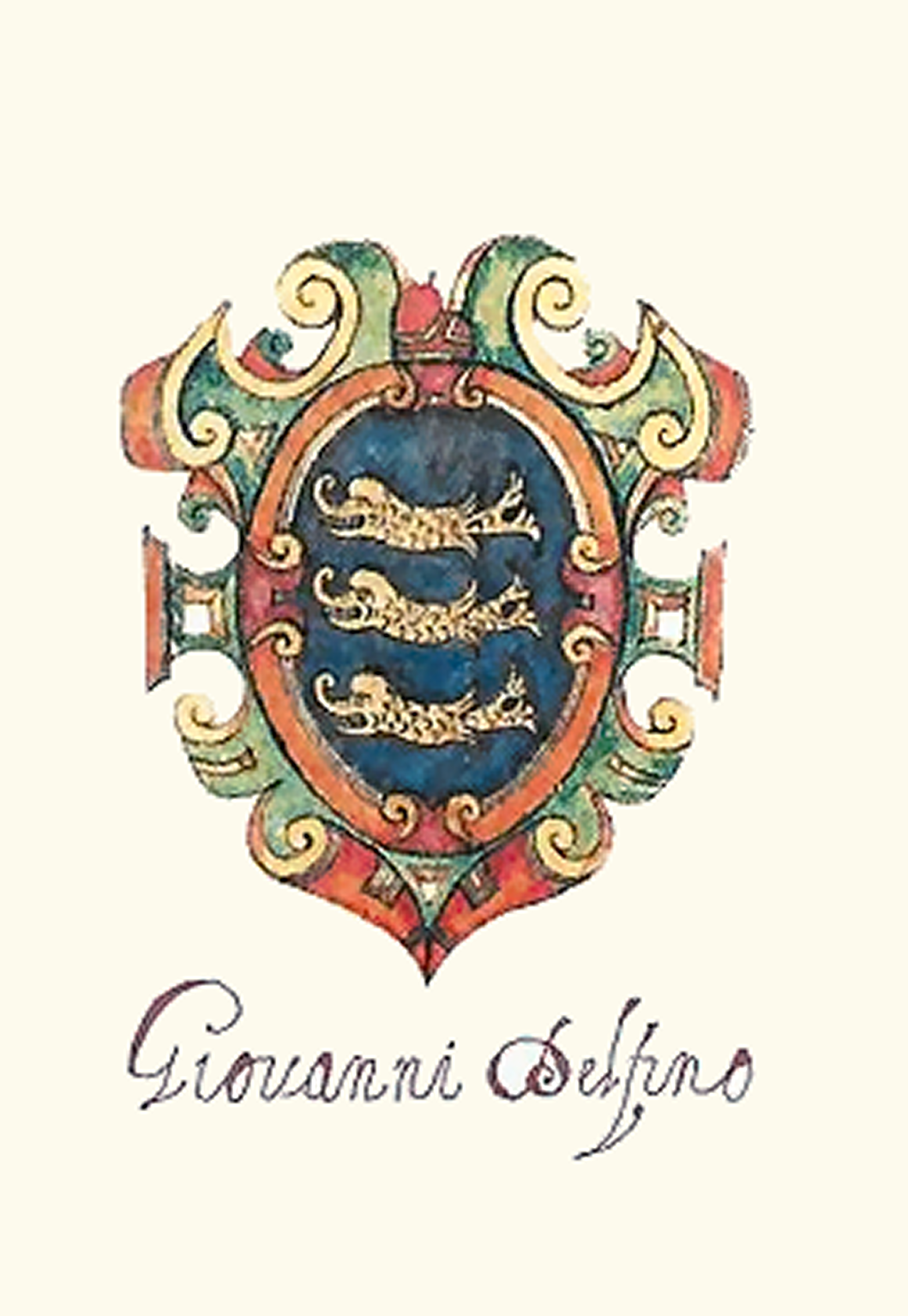
Wappen von Giovanni Dolfin (Doge von Venedig)
Früheres Wappen von Ķemeri, Jūrmala, Lettland